# Anders Nyström
Anders Nyström pseud. Blackheim (ur. 22 kwietnia 1975 w Sztokholmie), znany również jako Blakkheim – szwedzki kompozytor, muzyk, wokalista i multiinstrumentalista. Znany z występów w grupach muzycznych Katatonia, Bewitched, Bloodbath oraz Diabolical Masquerade.

## Dyskografia
Katatonia
- Dance of December Souls (1993)
- Brave Murder Day (1996)
- Discouraged Ones (1998)
- Tonight’s Decision (1999)
- Last Fair Deal Gone Down (2001)
- Viva Emptiness (2003)
- The Great Cold Distance (2006)
- Night Is the New Day (2009)

Bewitched
- Diabolical Desecration (1996)
- Encyclopedia of Evil (EP, 1996)
- Pentagram Prayer (1997)